# Mörttjärnen (Grangärde socken, Dalarna, 668310-143945)
Mörttjärnen är en sjö i Ludvika kommun i Dalarna och ingår i Norrströms huvudavrinningsområde. Sjön har en area på 0,153 kvadratkilometer och ligger 283,6 meter över havet. Vid provfiske har abborre, gädda och mört fångats i sjön.

## Delavrinningsområde
Mörttjärnen ingår i det delavrinningsområde (667774-144110) som SMHI kallar för Ovan Gänsån. Medelhöjden är 306 meter över havet och ytan är 57,49 kvadratkilometer. Räknas de 9 avrinningsområdena uppströms in blir den ackumulerade arean 197,23 kvadratkilometer. Kolbäcksån som avvattnar avrinningsområdet har biflödesordning 3, vilket innebär att vattnet flödar genom totalt 3 vattendrag innan det når havet efter 293 kilometer. Avrinningsområdet består mestadels av skog (78 procent). Avrinningsområdet har 0,42 kvadratkilometer vattenytor vilket ger det en sjöprocent på 0,7 procent.